# Убивство (фільм, 1956)
«Убивство» (англ. The Killing) — класичний фільм-пограбування Стенлі Кубрика, знятий в 1956 році за романом Лайонела Уайта. Традиційні атрибути жанру нуар (песимістичний до цинізму погляд на світ, контрастний монохром, фатальна зрадниця, приречений головний герой) приправлені численними новаторськими прийомами (використання документальних матеріалів, зйомки віддаленим планом та поза студією, хронологічні зміщення).

## Сюжет
На початку фільму виникають декілька ніби-то не пов'язаних між собою людей, яких об'єднує одне — їм всім конче потрібні гроші. Голос за кадром повідомляє, що це «шматочки єдиного пазла». Поступово стає зрозуміло, що ці люди — касир-імпотент, продажний поліцейський, літній гомосексуал, російський богатир — беруть участь в плані пограбування іподрому, який ретельно продумав Джонні Клей, який нещодавно вийшов з в'язниці. Спільники сподіваються зірвати нечуваний куш в 2 мільйона.
Необережне расистське зауваження снайпера, зайва відвертість касира з дружиною — таких дрібних помилок виявляється достатньо, щоб досконалий, на перший погляд, план Клея з невблаганністю грецької трагедії пішов навскоси…

## У ролях
| Актор           | Роль                      |
| --------------- | ------------------------- |
| Стерлінг Гейден | Джонні Клей               |
| Колін Грей      | Фей                       |
| Вінс Едвардс    | Вел Кеннон                |
| Джей Фліппен    | Марвін Ангер              |
| Еліша Кук       | Джордж Пітті              |
| Марі Віндзор    | Шеррі Пітті               |
| Тед де Корсо    | поліцейський Ренді Кеннан |
| Джо Сойєр       | Майк О'Райллі             |
| Джеймс Едвардс  | службовець паркування     |
| Тімоті Кері     | Ніккі Аркейн              |
| Кола Кваріані   | Моріс Обухів              |
| Тіто Вуоло      | Джо Піано                 |

## Робота над фільмом
«Убивство» — перший фільм Кубрика, знятий на відносно респектабельний бюджет. Створення фільму фінансував Джеймс Гарріс, який надав молодому режисерові повну творчу свободу. Кубрик мав намір продемонструвати, що успішні в прокаті фільми можна знімати не лише дешево, але і якісно. Після виходу на екрани фільмів-пограбувань «Асфальтові джунглі» та «Чоловічі розборки» цей молодий жанр вважався запорукою хороших касових зборів. Хоча Кубрик та Гарріс, як їм здавалося, прорахували всі складові успішного фільму, і навіть взяли на головну роль Стерлінга Гейдена з «Асфальтових джунглів», фільм не надто привабив американську публіку й не приніс творцям прибутку. Проте Кубрику вдалося підтвердити своє реноме одного з найперспективніших режисерів США.

## Нагороди та номінації
| Рік  | Премія | Категорія       | Номінант | Результат |
| ---- | ------ | --------------- | -------- | --------- |
| 1957 | BAFTA  | Найкращий фільм |          | Номінація |

## Значення
Серед пізніх нуар «Убивство» вирізняється тим, що замість хисткої атмосферності увага зосереджена на документально точному відтворенні злочину, який представлений глядачеві в найдрібніших технічних подробицях. Скрупульозно розроблені плани, які в останній момент зриваються через людські слабкості, — ця тема буде ще не раз спливати у фільмах Кубрика. Джонатан Розенбаум вважає, що з усіх фільмів Кубрика цей «найбільш абсолютно продуманий та вивершений».
Розповідні експерименти Кубрика — пересічні флешбеки, синхронне зображення злочину з погляду різних персонажів — через півстоліття привабили як режисерів нового покоління («Слон» Г. Ван Санта, «Скажені пси», «Кримінальне чтиво» Квентіна Тарантіно), так і ветеранів («Ігри диявола» Сідні Люмета). Найвищі оцінки поставили «Вбивству» Орсон Веллс та Бернардо Бертолуччі, а образ Джонні Клея, що йде на справу в капелюсі і з портфелем у руках, спародіював Е. Рязанов у комедії «Бережись автомобіля».